# کیم سانگ سیک
کیم سانگ سیک (انگلیسی: Kim Sang-sik؛ زادهٔ ۱۷ دسامبر ۱۹۷۶) یک بازیکن فوتبال اهل کره جنوبی است.
وی همچنین در تیم‌های ملی فوتبال کره جنوبی کره جنوبی کره جنوبی بازی کرده‌است.